# Argimiro Gabaldón
Argimiro Gabaldón, alias Comandante Carache o Chimiro (Hacienda Santo Cristo, Biscucuy, Portuguesa, 15 de julio de 1919 - Montañas de Lara y Portuguesa, 13 de diciembre de 1964) fue un poeta, pintor, militante del Partido Comunista de Venezuela y guerrillero venezolano.

## Biografía
Fue conductor del Frente Guerrillero de Liberación Nacional Simón Bolívar o “Libertador”, organizado a partir de 1962, perteneciente a las Fuerzas Armadas de Liberación Nacional (FALN), cuyo motivo fue el de emprender la lucha armada desde Los Humocaros en el estado Lara, confluencia montañosa con los estados Trujillo y Portuguesa, en contra de los gobiernos representativos en el poder a partir de la firma del Pacto de Puntofijo (1958).

### Juventud y familia
Argimiro fue el octavo de diez hijos, criado en la hacienda Santo Cristo en el estado Portuguesa. Su madre fue Teresa Márquez Carrasqueño, y su padre José Rafael Gabaldón, quien es recordado como un líder de montoneras y alzamientos en contra de la dictadura de Juan Vicente Gómez (1908-1935) además de gobernador en dos oportunidades del estado Lara y embajador de Venezuela en Brasil y Cuba.
Desde muy niño mostró interés por los estudios y con apenas 19 años de edad se incorpora a una célula clandestina del Partido Comunista de Venezuela (PCV) en El Tocuyo. Al concluir la secundaria, viajó a Brasil y Argentina para estudiar Arquitectura. Allí asume la ideología de “lucha de clases” propia de los movimientos políticos de izquierda revolucionaria que emergieron más tarde en Latinoamérica. En el tercer año abandona la arquitectura y decide educarse en pintura y literatura. Le gustaba la natación, el béisbol, el boxeo, la cacería, la caminata de montaña entre Lara y Portuguesa. Entre los acontecimientos que signaron su vida están la consolidación del Movimiento Nacionalista Revolucionario (MNR) de Bolivia, el suicidio del presidente de Brasil Getulio Vargas, el derrocamiento en Argentina del general Juan Domingo Perón, la caída en Colombia del Gobierno del general Gustavo Rojas Pinilla, la caída del dictador Marcos Pérez Jiménez, la guerra de Vietnam y el triunfo de Fidel Castro al frente de la Revolución cubana.
Su esposa, Doña Luisa Martí de Gabaldón, unió lazos nupciales con Argimiro en el año de 1948, teniendo ella dieciséis años, y él veintisiete. Ambos, tuvieron cuatro hijos cuyos nombres fueron escogidos por las siguientes referencias: Carmen Dolores por Dolores Ibárruri, Beatriz Krupskaya por la emperatriz de Rusia y por la esposa de Lenin, Alejandro por Alejandro Magno y Tatiana por la bailarina rusa Tatiana Samoilova.  
Argimiro Gabaldón dio clases de Historia y Geografía de Venezuela en el Liceo Lisandro Alvarado de Barquisimeto- estado Lara. Además fue director de la Escuela Artesanal de Lara. En Biscucuy -estado Portuguesa- fue fundador del Liceo Antonio José de Sucre (actual Fernando Delgado Lozano), realizando varias exposiciones pictóricas. Asimismo fue presidente del concejo municipal de Biscucuy posterior a la caída de la dictadura perezjimenista.
En 1959 sirve de anfitrión al poeta Pablo Neruda junto a su padre que el bardo chileno conocía en su labor diplomática y con quien compartía afinidad política e ideales libertarios. En su periplo de cinco meses por Venezuela Neruda visitaría a Biscucuy junto a su compañera sentimental Matilde Urrutia durante tres días y es recibido en la hacienda de Santo Cristo en compañía de Félix Ramón Briceño y Lorka de Uzcátegui. De este viaje Neruda dedicaría a Venezuela varios poemas entre los que destacan: Oda a los nombres de Venezuela, Miranda muere en la niebla, Las aves del Caribe y Un Canto para Bolívar. Su hermano mayor, Joaquín Gabaldón Márquez, también fue un dirigente destacado para la época; a pesar de compartir con su hermano el pensamiento de la liberación nacional, no era partidario de la lucha armada.

### Su vida política
Argimiro o "Carache", como lo llamaban en familia, fue un revolucionario integral que en 1938, ya militaba en una célula clandestina del Partido Comunista de Venezuela (PCV) en El Tocuyo organización política proscrita constitucionalmente durante el gobierno del General Eleazar López Contreras (1936-1941). Fue organizador de cooperativas agrícolas (1946-1947) en las montañas de Lara, de ligas campesinas y las primeras células comunistas. Argimiro instaló una imprenta clandestina en Las Cuibas (Lara) que funcionaba en el Zanjón del Higuerón o Zanjón del Diablo, allí se editaban volantes y periódicos del Partido Comunista de Venezuela (PCV) contra la dictadura del general Marcos Pérez Jiménez (década del 50). Junto a una célula del PCV instaló una emisora clandestina (1956-1957) "Radio Liberación" que funcionó de forma móvil con un equipo de trabajo incluyendo reporteros, guionistas, narradores, con una amplia red de colaboradores. Siguiendo su ejemplo Ernesto Che Guevara fundaría "Radio Rebelde" el 24 de febrero de 1958, en Altos de Conrado, en la Sierra Maestra de Cuba donde los guerrilleros liderados por Fidel Castro luchaban por derrocar al dictador Fulgencio Batista.
En la clandestinidad se dieron varios enfrentamientos de los revolucionarios contra las fuerzas del dictador Pérez Jiménez hasta su caída el 23 de enero de 1958. A partir de esa fecha organiza colectas populares con una campaña de calle llamada  “La Marcha de Bolívar a la Sierra Maestra” en apoyo a los guerrilleros cubanos de Fidel Castro y produce un programa radial Un Bolívar para la Sierra Maestra por Radio Continente donde se retrasmitían todas las tardes los noticieros y partes de guerra de Radio Rebelde. Caracas se constituyó en uno de los principales centros del exilio cubano afecto a Fidel Castro agrupado en la sección Venezuela del Movimiento 26 de Julio. 
En el primer aniversario del 23 de enero Gabaldón es anfitrión de Fidel Castro en Caracas a escasos días de su entrada triunfal en La Habana el 8 de enero de 1959, con el propósito de agradecer la colaboración y respaldo que el pueblo venezolano había brindado a la causa revolucionaria. Tras la exclusión del PCV en el llamado Pacto de Puntofijo la lucha sería contra el gobierno del presidente Rómulo Betancourt. El triunfo de la Revolución Cubana en 1959 sirvió para la radicalización del movimiento de izquierda en el país. Tal fue el caso del partido Acción Democrática, cuya escisión determinó la creación del Movimiento de Izquierda Revolucionaria (MIR) en 1960.  
Bajo el ideal de la “Lucha Armada”, en 1960 Argimiro Gabaldón planteó en el marco del histórico III Congreso del Partido Comunista de Venezuela (PCV), del que fue Secretario General y miembro directivo de la Junta Electoral, la necesidad de acudir a otros mecanismos de combate por una verdadera justicia social inspirados en la Revolución Cubana. 
Dichos sucesos le sirvieron al comandante “Carache” para emprender la lucha armada en las selvas y montañas de Venezuela siendo factor determinante en la creación de las Fuerzas Armadas de Liberación Nacional (FALN). Gabaldón lidera el primer foco guerrillero en La Azulita, estado Mérida, bajo el lema «Luchar hasta vencer». En 1961 llega a ser el conductor del Frente Guerrillero más importante de Venezuela como fue el “Libertador Simón Bolívar”, ubicado en las serranías de Los Humocaros del entonces Municipio Morán del estado Lara. Las operaciones estaban directamente articuladas con el Frente José Leonardo Chirinos, ubicado en la sierra de Falcón, el Ezequiel Zamora apostado en los llanos, y el Frente Manuel Ponte Rodríguez en el oriente del país. Desde esas montañas mantiene correspondencia con los jefes guerrilleros Fabricio Ojeda, Teodoro Petkoff y Douglas Bravo. Junto a Ojeda inicia una labor de clarificación política y se dirige por escrito a Juan de Dios Moncada Vidal, Pedro Medina Silva, Teodoro Molina Villegas y a los restantes miembros del Cuartel General de las FALN.          

### Su muerte
Durante la lucha armada era muy frecuente el pago de recompensas por la captura de los guerrilleros insurrectos. En marzo de 1964 el Gobierno nacional ofrecía una bolsa de 15 mil bolívares por quien trajese con vida o muerto a Argimiro Gabaldón. Fallece en diciembre de ese año por una herida de bala en el Centro de Salud “Egidio Montesinos” ubicado en El Tocuyo, estado Lara. Se atribuyó su muerte a un lastimoso “accidente” debido al escape de una bala venida del arma de su compañero de lucha Jesús “Chucho” Vetencourt Torres, también conocido como “Comandante Zapata”. En el entierro de su cuerpo, el general Gabaldón expresó su dolor, manifestando:
“-Argimiro no te lloro… sería agraviarte. Yo te bendigo, yo estoy satisfecho de ti. Te dejo al lado de tu madre, pozo y virtudes que me acompañó a sembrar en el alma de mis hijos un profundo respeto por la palabra empeñada. Yo te felicito, y me felicito. En tu última carta, fresca estaba todavía la tinta y me dijisteis: estoy orgulloso de ser revolucionario… Yo te bendigo Argimiro… Y aquí estamos como un soldado tuyo, Comandante Carache”.
Justamente el día de su muerte, cuando fue herido por aquel desafortunado balazo accidental, "chimiro" como le llamaban sus más intimos familiares y adeptos amigos, fue bajado de las montañas en un carro modelo Jeep de la época a la ciudad de El Tocuyo, intentando buscar un ambulatorio y hospital donde se le prestasen los primeros auxilios que requería tan complicada herida por un arma de fuego tan potente. 
Por temor a la DIGEPOL y al ejército, fue atendido en casa del  reconocido médico Tocuyano el Doctor Pablo Valenzuela  y su esposa la enfermera Aura Peralta, para intentar salvarle la vida. En el proceso, los gritos de dolor que le producía tan atroz herida eran mitigados por el tocadiscos que se puso adrede, para evitar visitas indeseadas del ejército, la policía política o llamar la atención de transeúntes. La enfermera Olga Peralta que era Jefa de Enfermeras del Hospital Doctor Egidio Montesinos, trajo bolsas de plasma para intentar estabilizarlo. En vista de que más nada se podía hacer, fue llevado al Hospital y al grito de "un herido"; fue atendido ya en las postrimerías de su muerte en dicho nosocomio el Comandante Argimiro Gabaldón, donde finalmente expiró (aunque se presume que ya había llegado muerto a consecuencia del shock hipovolemico sobrevenido por la pérdida de sangre). 
Otra cita IMPORTANTE, proveniente de la entrevista efectuada al exguerrillero y compañero de armas del Comandante Gabaldón, el señor Pavel Rondón, se relata fidedignamente lo siguiente: 
Cito textualmente: Entrevisté a Pavel Rondón en Caracas, para un trabajo de investigación para mi grado de licenciado en Historia Insurgente de la UBV Núcleo Lara, y me contó lo siguiente: -«Estábamos reunidos, el comando del frente con la brigada 21 que operaba en la zona. La reunión se realizaba en el sitio La Yerbabuena, del caserío El Hato, cerca de Humocaro. Estaban presentes, aparte de mi persona, Chucho Betancourt, Carmelo Mendoza y Jesús María Rodríguez, todos sentados en el suelo y Argimiro sentado en su hamaca que siempre le acompañaba, por los problemas de hemorroides que venía presentando. De pronto se le escapa un disparo al fusil de Chucho Betancourt que inadvertidamente tenía una bala en la recámara. El disparo le penetra a Carache por el costado derecho y le sale por la espalda. De inmediato empieza a sangrar copiosamente, ése disparo no solamente acabó con la vida de Argimiro sino que hirió mortalmente a la organización guerrillera de la cual él era su indiscutible jefe y líder. De inmediato, en medio del pánico y la zozobra que cundió en el sitio, lo acuestan en el suelo y como sigue sangrando mucho, preparamos una parihuela y se decide llevarlo a casa de la camarada Benigna Rodríguez y como no se logra controlar la hemorragia, Carmelo salen del sitio y consigue una camioneta Jeep que quita prestada al productor agrícola Rafael García y decidimos trasladarlo a El Tocuyo. Primeramente lo llevamos a casa de Ramulfo Peralta, quien era su compadre, amigo y camarada de toda la vida. Nos recibe su hijo René quien nos dice que el Dr. Peralta, médico de la guerrilla, no se encuentra en El Tocuyo y optan por llevarlo a la casa del Dr. Valenzuela, donde sus hermanas, Olga y Aura Peralta, ambas enfermeras, deciden atenderlo. Prenden un pick-up a todo volumen para que los vecinos no sospechen lo que allí estaba sucediendo. A pesar de todo el esfuerzo que hacían los presentes por salvar la vida de Argimiro, la situación se agrava, y en vista que no se tenían los equipos y condiciones apropiadas, deciden trasladarlo al Hospital. Los camaradas Pavel Rondón, Carmelo Mendoza y Benigna Rodríguez, en un gesto heroico y venciendo todas las dificultades para tratar de salvar la vida del Comandante Carache, lo llevan al hospital a riesgo de ser capturados y lo dejan en la entrada, gritando a todo pulmón: «hay un herido grave, es un isleño» pero ya Carache no tenía signos vitales, había perdido mucha sangre»- y aquel 13 de diciembre de 1964, se nos fue Argimiro
El 15 de julio de 2017 sus restos exhumados del Cementerio General del Sur fueron honrados y trasladados al Panteón Nacional de Venezuela en Caracas, en ocasión del 98.º aniversario de su natalicio, al igual que el también guerrillero y líder revolucionario Fabricio Ojeda hecho ocurrido por decreto ejecutivo del Presidente Nicolás Maduro.

## Homenajes
- "Cantata Argimiro Gabaldón", composición poética, escrita por Martín López, con la que se exalta el legado revolucionario de este militante de la libertad.
- "Argimiro Gabaldón por los caminos de la Libertad", drama teatral de Tomás Jurado Zabala.
- Operación Argimiro Gabaldón (1976) acción de secuestro del empresario estadounidense William Niehous presidente de la Owen Illinois de Venezuela.
- Bienal Nacional de Literatura Argimiro Gabaldón
- Concurso Nacional de Literatura Argimiro Gabaldón donde se otorga el Premio Argimiro Gabaldón Vuelve.
- Aula Magna Argimiro Gabaldón, del Núcleo Trujillo de la Universidad de los Andes.
- Universidad Campesina de Venezuela "Argimiro Gabaldón" de Biscucuy , Estado Portuguesa. Fue creada según Decreto 939,  publicado en la Gaceta Oficial de Venezuela número 40.403 del 5 de mayo de 2014.[9]
- Escuela de Formación Política e Ideológica Argimiro Gabaldón creada por el PSUV.
- Centro de Estudios y Creación Artística  Argimiro Gabaldon, adscrito a la Universidad Nacional Experimental de las Artes.
- Avenida Argimiro Gabaldón de Barcelona, Estado Anzoátegui.
- Planta Termoeléctrica Argimiro Gabaldón de Baquisimeto, Estado Lara.
- Complejo Productivo Industrial Argimiro Gabaldón de Monay,  Estado Trujillo.
- Instituto Tecnológico del Café Argimiro Gabaldón, Boconó, Estado Trujillo.
- Unidad Productiva Socialista Argimiro Gabaldón de Boconó,  Estado Trujillo.
- Colectivo Argimiro Gabaldón de Catia, parroquia Sucre, Caracas.
- Colectivo Argimiro Gabaldón de Macarao, Caracas.
- Mural Pictórico del escenario de la U.E.N Guillermo Gamarro Marrero, obra de Argimiro Gabaldón en Biscucuy, Estado Portuguesa.
- Varios edificios de la Gran Misión Vivienda llevan su nombre.
- Centro Rodriguiano de Emancipación Artística Argimiro Gabaldón de UNEARTE en Portuguesa
- Sus restos fueron trasladados al Mausoleo del Panteón Nacional de Caracas el 15 de julio de 2017 en ocasión del 98° aniversario de su natalicio.[10]